# Busy Philipps
Elizabeth Jean Philipps (Oak Park, Illinois, 25 de Junho de 1979), é uma atriz , escritora e apresentadora de TV estadunidense, mais conhecida por seu trabalho nas séries de televisão Freaks and Geeks e Dawson's Creek, como Kim Kelly e Audrey Liddell, respectivamente.

## Biografia

### Vida pessoal
Busy Philipps nasceu em Oak Park, no dia 25 de Junho de 1979, mas ainda jovem mudou-se com sua família para Scottsdale, Arizona, onde se formaria no colegial e se interessaria por teatro. Em seguida, foi à Universidade Loyola Marymount, onde também estudavam Linda Cardellini e Colin Hanks.
Durante as filmagens de Dawson's Creek, Busy tornou-se amiga de Michelle Williams, e foi convidada para ser madrinha da filha de Michelle com Heath Ledger, Matilda.
A atriz casou-se em 2007 com o roteirista Marc Silverstein, e em Janeiro de 2008, anunciou que estava grávida. Eles se separaram em fevereiro de 2021.

### Carreira
Philipps começou sua carreira no piloto do seriado Saving Grace, que acabou não sendo comprado por nenhuma emissora. Pouco depois, ela foi escalada em Freaks and Geeks como Kim Kelly, apesar de originalmente ter feito teste para o papel de Lindsay Weir, que acabou por ser interpretada por Linda Cardellini.
Com o cancelamento do seriado em 2000, após dezoito episódios, Busy participou de vários filmes e seriados, incluindo Malcolm in the Middle, Dead Last e The Smokers, até que entrou para o elenco recorrente de Dawson's Creek interpretando a personagem Audrey Liddell. Na última temporada, a atriz ainda se tornaria integrante do elenco regular, antes do cancelamento da série, em 2003, e por sua exposição na série, seria escolhida pela Maxim como a 58ª mulher mais sexy do ano de 2001.
No ano seguinte, Philipps participou de As Branquelas, um dos filmes mais populares dos irmãos Wayans, como a jovem Karen. Ela também seguiu fazendo participações em episódios de séries de televisão, e estreou como dubladora no episódio Girl Trouble de Super Robot Monkey Team Hyperforce Go!.
Em 2005, Philipps foi escolhida para substituir Shannen Doherty no seriado Love, Inc. da rede UPN, já que Doherty havia abandonado o programa logo depois de ele ser comprado pela emissora. Ela permaneceu do começo ao fim no seriado, que foi cancelado em 2006, em virtude da fusão da UPN com a The WB na nova rede The CW.
No mesmo ano, Busy conseguiu um papel recorrente em ER como a enfermeira Hope Bobeck, interesse amoroso do Dr. Archie Morris, interpretado por Scott Grimes. No segundo episódio da 14ª temporada, sua personagem deixou o hospital para participar de uma cruzada internacional na América do Sul. Durante sua participação na série, Busy contracenou novamente com Linda Cardellini.
Em 2008, a atriz pôde ser vista no filme Made of Honor, e em virtude de sua gravidez, teve de recusar outros trabalhos.
Em 2009 foi escalada para viver a personagem Laurie, na série Cougar Town.
No ano de 2018, Busy estreou seu próprio talk show, chamado Busy Tonight, que teve apenas uma temporada, vindo a ser cancelado em 2019. No mesmo ano de estreia do programa, ela também lançou o filme I Feel Pretty, dirigido por seu marido, Marc, e protagonizado por Ammy Schummer e Michelle Williams.

## Filmografia

### Cinema
| Ano  | Título                           | Personagem        | Notas          |
| ---- | -------------------------------- | ----------------- | -------------- |
| 2000 | The Smokers                      | Karen Carter      |                |
| 2002 | Home Room                        | Alicia Browning   |                |
| 2004 | Mummy an' the Armadillo          | Carol Ann         |                |
| 2004 | As Branquelas                    | Karen Googlestein |                |
| 2005 | Stewie Griffin: The Untold Story | Voz adicional     | Voz            |
| 2008 | Made of Honor                    | Melissa           |                |
| 2009 | He's Just Not That Into You      | Kelli Ann         |                |
| 2010 | Revolution                       | Emily             | Curta-metragen |
| 2011 | I Don't Know How She Does It     | Wendy Best        |                |
| 2012 | The Reef 2: High Tide            | Cordelia          | Voz            |
| 2012 | Made in Cleveland                | Shannon           |                |
| 2013 | A Case of You                    | Ashley            |                |
| 2014 | Jason Nash is Married            | Busy Philipps     |                |
| 2015 | The Gift                         | Duffy             |                |
| 2016 | FML                              | Amanda            |                |
| 2018 | I Feel Pretty                    | Jane              |                |

### Televisão
| Ano       | Título                                  | Personagem                 | Notas                                                |
| --------- | --------------------------------------- | -------------------------- | ---------------------------------------------------- |
| 1999      | Saving Graces                           | Mindy                      | Série de TV                                          |
| 1999–2000 | Freaks and Geeks                        | Kim Kelly                  | 18 episódios                                         |
| 2000      | Malcolm in the Middle                   | Meghan                     | Episódio: "High School Play"                         |
| 2001      | Anatomy of a Hate Crime                 | Chasity Pasley             | Filme de TV                                          |
| 2001      | Spring Break Lawyer                     | Jenny                      | Filme de TV                                          |
| 2001      | Dead Last                               | Tracy Sallback             | Episódio: "Death Is in the Air"                      |
| 2001–2003 | Dawson's Creek                          | Audrey Liddell             | 39 episódios                                         |
| 2002      | Undeclared                              | Kelly                      | 2 episódios                                          |
| 2003      | Criminology 101                         | Polly                      | Filme de TV                                          |
| 2004      | Foster Hall                             | Peg Hall                   | Filme de TV                                          |
| 2005      | Life as We Know It                      | Alex Morrill               | 2 episódios                                          |
| 2005      | Testing Bob                             | Madison 'Maddie' West      | Filme de TV                                          |
| 2005      | American Dad!                           | Dana                       | Voz Episódio: "Threat Levels"                        |
| 2005      | Super Robot Monkey Team Hyperforce Go!  | Korlianne                  | Voz Episódio: "Girl Trouble"                         |
| 2005–2006 | Love, Inc.                              | Denise Johnson             | 22 episódios                                         |
| 2006–2007 | ER                                      | Dr. Hope Bobeck            | 19 episódios                                         |
| 2007      | Entourage                               | Cheryl                     | Episódio: "Dog Day Afternoon"                        |
| 2007      | How I Met Your Mother                   | Rachel                     | Episódio: "Third Wheel"                              |
| 2008–2009 | Terminator: The Sarah Connor Chronicles | Kacy Corbin                | 5 episódios                                          |
| 2009      | Kath & Kim                              | Whitney                    | Episódio: "Competition"                              |
| 2009–2015 | Cougar Town                             | Laurie Keller              | 96 episódios                                         |
| 2011      | Community                               | Greendale Team Member      | Episódio: "For a Few Paintballs More"; não-creditado |
| 2011      | Fish Hooks                              | Clamanda                   | Voz Episódio: "We've Got Fish Spirits"               |
| 2012      | Don't Trust the B---- in Apartment 23   | Busy Philipps              | Episódio: "A Reunion..."                             |
| 2012      | RuPaul's Drag Race: All Stars           | Ela mesma (juiz convidada) | Episode: "RuPaul's Gaff In"                          |
| 2013      | Arrested Development                    | Joan                       | Episódio: "Borderline Personalities"                 |
| 2014–2018 | Drunk History                           | Vários                     | 3 episódios                                          |
| 2014      | Garfunkel and Oates                     | Karen                      | Episódio: "Hair Swap"                                |
| 2015      | Bottom's Butte                          | Beverly Bottom             | Voz Pilot                                            |
| 2016      | New Girl                                | Connie                     | Episódio: "300 Feet"                                 |
| 2016      | Angie Tribeca                           | Courtney Woodpatch-Newton  | Episódio: "Miso Dead"                                |
| 2016–2017 | Vice Principals                         | Gale Liptrapp              | 14 episódios                                         |
| 2016      | Bajillion Dollar Propertie$             | Cate Kates                 | Episódio: "Spiritual Gurus"                          |
| 2017      | The Odd Couple                          | Natasha                    | Episódio: "Should She Stay or Should She Go?"        |
| 2017      | Chopped Junior                          | Ela mesma (juiz convidada) | Episódio: "Curry Hurry"                              |
| 2017      | The Sackett Sisters                     | Mandy Sackett              | Piloto de sitcom da NBC                              |
| 2017      | Beat Bobby Flay                         | Ela mesma (juiz convidada) | Episódio: “Tame the Flame”                           |
| 2018      | Unbreakable Kimmy Schmidt               | Sheba                      | Episódio: "Kimmy Meets an Old Friend!"               |

## Prêmios
| Ano  | Premiação                | Categoria                                | Indicado(s)                      | Resultado |
| ---- | ------------------------ | ---------------------------------------- | -------------------------------- | --------- |
| 2002 | Teen Choice Awards       | Melhor coadjuvante em série de televisão | Busy Philipps por Dawson's Creek | Indicado  |
| 2011 | Critics Choice TV Awards | Melhor Atriz Coadjuvante em Série Cômica | Busy Philipps por Cougar Town    | Venceu    |